# Kapsomer

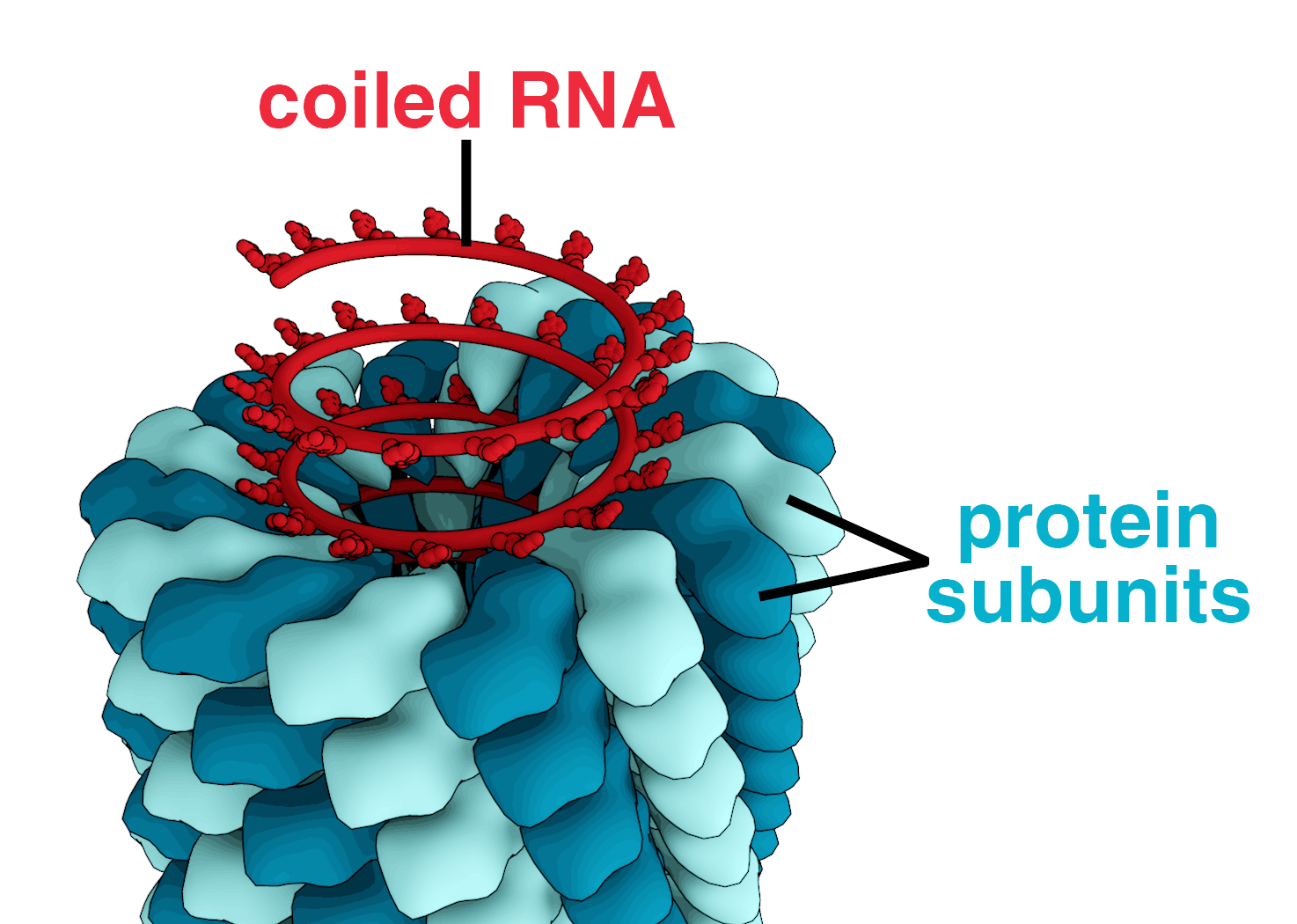
Wirus mozaiki tytoniu o symetrii helikalnej. Spiralnie skręcony RNA obudowany jest kapsomerami, tworząc nukleokapsyd. Kapsyd zbudowany jest z 2130 kapsomerów, a każdy kapsomer składa się z pojedynczego łańcucha polipeptydowego złożonego z 158 aminokwasów

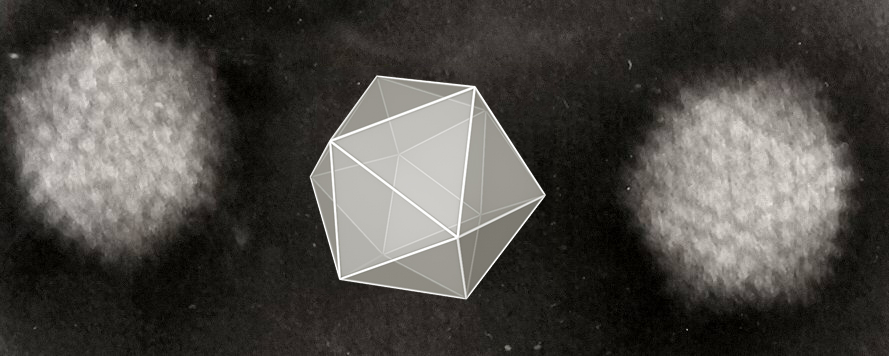
Ikozaedralna struktura adenowirusów

Kapsomer – podjednostka kapsydu wirusa, stanowiącego białkowy płaszcz chroniący materiał genetyczny wirusa.
Kapsomery zbudowane są z białkowych podjednostek nazywanych protomerami. Specyficzne ułożenie kapsomerów tworzących kapsyd determinuje kształt wirionu.
Struktura wirusów może wykazywać następujące typy symetrii: 
- helikalna
- ikozaedralna (dwudziestościenna)
- złożona[4].

Formy helikalne tworzą formy cylindryczne. Składają się z wielu identycznych kapsomerów ułożonych spiralnie. Takie formy występują przykładowo u wirusa mozaiki tytoniu, bakteriofaga M13 i wirusa grypy.
Wirusy o symetrii ikozaedralnej mają kształt dwudziestościanów foremnych (ikozaedrów) ze ścianami w postaci trójkątów równobocznych.  Pod mikroskopem elektronowym wyróżnić regularne struktury morfologiczne, tj. kapsomery zbudowane z sześciu podjednostek (heksamery) lub pięciu (pentamery). Heksamery rozmieszczone są na powierzchniach ścian ikosaedru, a pentamery tworzą jego wierzchołki. Model dwudziestościanu występuje nawet jeśli kapsyd składa się z setek kapsomerów.
Małe wirusy jak parwowirusy czy pikornawirusy zbudowane są z ikozaedrów tworzonych przez 12 kapsomerów, a każdy z nich cechuje się pięciokrotną symetrią (pentamer). Każdy pentamer zbudowany jest z pięciu protomerów, a każdy protomer - z trzech podjednostek tworzonych przez cztery pojedyncze białka. Całkowita liczba kapsomerów jest charakterystyczna dla każdej grupy wirusów. Przykładowo dla poliowirusów jest to 32 kapsomerów, reowirusów – 92, herpeswirusów – 162, adenowirusów – 252.